# Hermannia comosa
Hermannia comosa là một loài thực vật có hoa trong họ Cẩm quỳ. Loài này được Burch. ex DC. mô tả khoa học đầu tiên năm 1824.